# NGC 1393
NGC 1393 is een lensvormig sterrenstelsel in het sterrenbeeld Eridanus. Het hemelobject werd op 6 oktober 1785 ontdekt door de Duits-Britse astronoom William Herschel.

## Synoniemen
- PGC 13425
- ESO 548-58
- MCG -3-10-19